# لائورا تادئوسیان
لائورا گاوریلی تادئوسیان (ارمنی: Լաուրա Գավրիլի Թադևոսյան؛ انگلیسی: Laura Tadevosyan؛ زادهٔ ۲۶ ژانویهٔ ۱۹۳۸) دامپزشک در زمینه پرورش گوسفند و آموزگار اهل ارمنستان است.

## زندگی‌نامه
وی در ۲۶ ژانویه ۱۹۳۸ در ایروان به دنیا آمد و از انستیتو دام‌پروری و دام‌پزشکی ایروان و آکادمی دولتی دامپزشکی خارکوف فارغ‌التحصیل گشت. 

## یادداشت
1. ↑  կենսաբանական գիտությունների դոկտոր
2. ↑  Kharkiv State Veterinary Academy